# Gnaphalium englerianum
Gnaphalium englerianum là một loài thực vật có hoa trong họ Cúc. Loài này được (O.Hoffm.) Hilliard & B.L.Burtt mô tả khoa học đầu tiên năm 1981.